# Pilantragem
Pilantragem est un mouvement culturel brésilien apparu à la fin des années 1960 et mené par Wilson Simonal et Carlos Imperial (pt). Plus qu'un genre musical, le pilantragem est une sorte d'idéologie, une déclaration de (manque de) principes, un compliment à l'intelligence, à la supercherie. En d’autres termes, le pilantragem était la version pop et musicale de la « manière brésilienne ».

## Caractéristiques
La principale caractéristique musicale du pilantragem, définie par Imperial, est la samba jouée en 4/4, inspirée du rock et de la soul américains, notamment dans les enregistrements de Chris Montez réalisés avec l'arrangeur Herb Alpert de Tijuana Brass. Il propose la liberté de fusionner des sonorités étrangères (du jazz et de la soul aux rythmes latins) avec des sonorités brésiliennes (de la bossa nova à la samba revisitée), proposant de moderniser la musique populaire. Le projet est clairement commercial, valorisait la spontanéité et l'incorporation de nouveautés, et propose de se rapprocher des masses.
Un autre élément caractéristique est la participation du public au spectacle. Pour faire chanter le public, les artistes du mouvement s'appuient à la fois sur les présentations de l'ordre uni des jours de caserne et sur les ébauches de chants orphéoniques des pensionnats. Ils divisent le public en voix, demandent des tonalités différentes, des contre-mélodies et prolongent une chanson pendant neuf ou dix minutes. Des comptines et des succès populaires sont utilisés parce qu'ils ne nécessitaient pas d'apprendre les paroles.
En termes esthétiques, la moquerie et l'ironie sont abondamment utilisées, ainsi que des valeurs typiques de la société de consommation bourgeoise, comme l'exhibitionnisme des biens (comme les voitures), la conquête des femmes et l'auto-publicité. En termes politiques, elles étaient à l'opposé de ce que proposaient les chansons engagées de l'époque, non seulement parce qu'elles faisaient l'apologie de la consommation, mais aussi parce qu'elles utilisaient le pilantra comme figure centrale, un type populaire qui s'opposait à l'idée de « peuple », pièce maîtresse du projet national-populaire. Il se moque d’ailleurs ouvertement de la « musique universitaire », la chanson engagée qui était le pilier de la MPB.

## Histoire

(photographie non datée).

Pilantragem est né comme samba-jovem (litt. « samba jeune »), puisqu'il faisait des concessions sur l'utilisation de la guitare électrique dans les arrangements, à une époque de grande effervescence culturelle, où la Jovem Guarda et Tropicália remuent la jeunesse brésilienne. Le mouvement, créé par Carlos Imperial (pt) à la demande de Wilson Simonal, rassemble d'autres artistes comme Cesar Camargo Mariano (pt) et Nonato Buzar (pt). Ce dernier formera le groupe connu sous le nom de A Turma da Pilantragem (pt) en 1968.
À cette époque, Simonal est le présentateur du programme « Show Em Simonal » sur TV Record (le premier programme télévisé présenté exclusivement par une personne noire au Brésil), et Carlos Imperial se souvient que le mot qui revient le plus souvent dans les conversations entre lui et Cesar Camargo Mariano est « pilantragem » (petites arnaques). Ils décident alors d'abandonner l'expression « samba-jovem » et d'adopter « pilantragem », qui est officiellement présenté aux auditeurs dans la chanson Nem come que não tem (paroles d'Imperial, arrangements de Mariano et voix de Simonal). En ouverture, le chanteur déclare : « vamos voltar à Pilantragem » (revenons à/au Pilantragem).
Malgré son succès, le pilantragem n'a pas duré longtemps dans l'univers de la chanson, en raison de l'alignement supposé de Simonal avec la dictature militaire.

## Artistes du mouvement
- Wilson Simonal
- Groupe A Turma da Pilantragem (pt) (créé par Nonato Buzar (pt))
- Groupe A Turma da Pesada (créé par Carlos Imperial (pt))
- Groupe Pilantrocratas (créé par Wagner Tiso (pt) et Paulo Moura)
- Groupe Edgar & Os Tais (créé par Edgar Gainullo)

## Hommage
En 2009, Ed Motta sort un morceau sur son album Piquenique intitulé A Turma da Pilantragem, qui rend hommage au genre musical. La chanson, chantée en duo avec Maria Rita, a été composée par Motta.